# Urosigalphus griseae
Urosigalphus griseae är en stekelart som beskrevs av Gibson 1972. Urosigalphus griseae ingår i släktet Urosigalphus och familjen bracksteklar. Inga underarter finns listade i Catalogue of Life.